# Тляробазутль
Тляробазутль — село в Чародинском районе Дагестана. Название села происходит от аварского слова «лъарал» так как вблизи села находится водопад собранных из многих ручьев.

## Географическое положение
Селение расположено в 18 км от Цуриба, на высоте около 2000 метров над уровнем моря.
Село находится на скалистом утесе. Внизу протекает горная речка. Вдоль реки проходит автомобильная дорога, идущая в Цемер.
Над селом расположены небольшие террасовые участки и пахотные земли, скалистая гряда «Чариб».
Село граничит на северо-западе с селом Цемер, на северо-востоке с селом Рулдаб.

## История
В 1939 году селение переселили в с. Верхний Чирюрт Кумторкалинского района. Во время войны многие вернулись обратно в горы.
Село относится к Кенсерухскому (тленсерухскому) вольному обществу

## Население
Основными тухумами в селе были: Азалал и Имичилал, малочисленные тухумы, такие как Ажуилал и Ханзалал, постепенно влились в основные тухумы.
| 1869 | 1888 | 1895 | 1926 | 1939 | 1970 | 1989 |
| ---- | ---- | ---- | ---- | ---- | ---- | ---- |
| 91   | ↗184 | ↘174 | ↘128 | ↗175 | ↗189 | ↘117 |
| 2002 | 2010 | 2021 |      |      |      |      |
| ↘101 | ↘94  | ↗117 |      |      |      |      |